# Inégalité de Bonnesen
En mathématiques, l'inégalité de Bonnesen, est un raffinement de l'inégalité isopérimétrique dans le plan euclidien. Elle énonce qu'une courbe de Jordan (courbe fermée sans croisement) de longueur {\displaystyle L} englobant une surface {\displaystyle S} d'aire {\displaystyle A} vérifie l'inégalité :
{\displaystyle \pi ^{2}(R-r)^{2}\leqslant L^{2}-4\pi A}
où {\displaystyle r} et {\displaystyle R} sont respectivement les rayons d'un plus grand disque inclus dans la surface (de circonférence un cercle inscrit) et du plus petit disque englobant (de circonférence un cercle circonscrit)cette surface {\displaystyle S}.
L'inégalité de Bonnesen généralise l'inégalité isopérimétrique car elle implique cette dernière. En effet, d'après l'inégalité de Bonnesen,
{\displaystyle 4\pi A\leqslant L^{2}-\underbrace {\pi ^{2}(R-r)^{2}} _{\geqslant 0}\leqslant L^{2}}
On retrouve bien l'inégalité isopérimétrique : 
{\displaystyle L^{2}\geqslant 4\pi A.}
Le nom de cette inégalité honore Tommy Bonnesen (en) qui fut le premier à établir cette inégalité.

## Démonstration
La démonstration présentée ici, due à Hugo Hadwiger, montre un résultat un peu plus précis:  les deux rayons {\displaystyle r} et {\displaystyle R}  sont situés entre les deux racines de la fonction polynomiale du second degré qui à t associe l'aire de la surface {\displaystyle S+tB} où tB est le disque de rayon t centrée en l'origine.
- La valeur –r est d'image négative par le polynôme qui, à t associe l'aire de la surface S + tB :

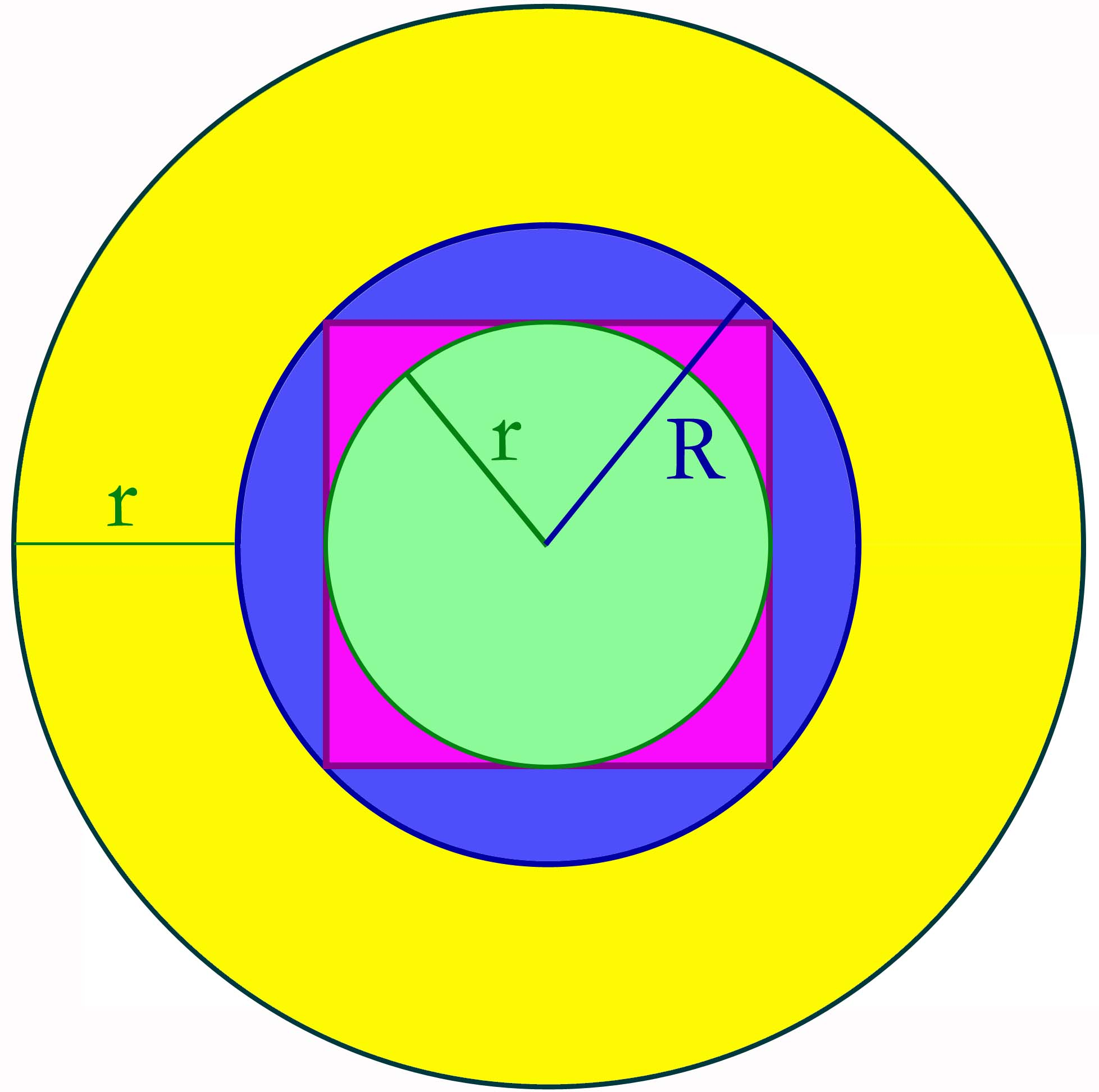

On considère un compact convexe non vide {\displaystyle S}, un cercle inscrit, de rayon {\displaystyle r} et un cercle circonscrit {\displaystyle C} de rayon {\displaystyle R}. Cette situation est illustrée sur la figure de gauche, le compact convexe est le carré violet, le cercle {\displaystyle C} est illustré en bleu et le cercle inscrit en vert. La technique utilisée consiste à considérer la zone bleue Z correspondant aux points de {\displaystyle C} qui ne sont pas dans {\displaystyle S}. La surface Z + rB est doublement mesurée, les symboles rB désignent ici la boule de rayon r et de centre le vecteur nul. Cette figure recouvre intégralement {\displaystyle S} et définit un disque de rayon R + r, illustré en jaune. On en déduit une première égalité :

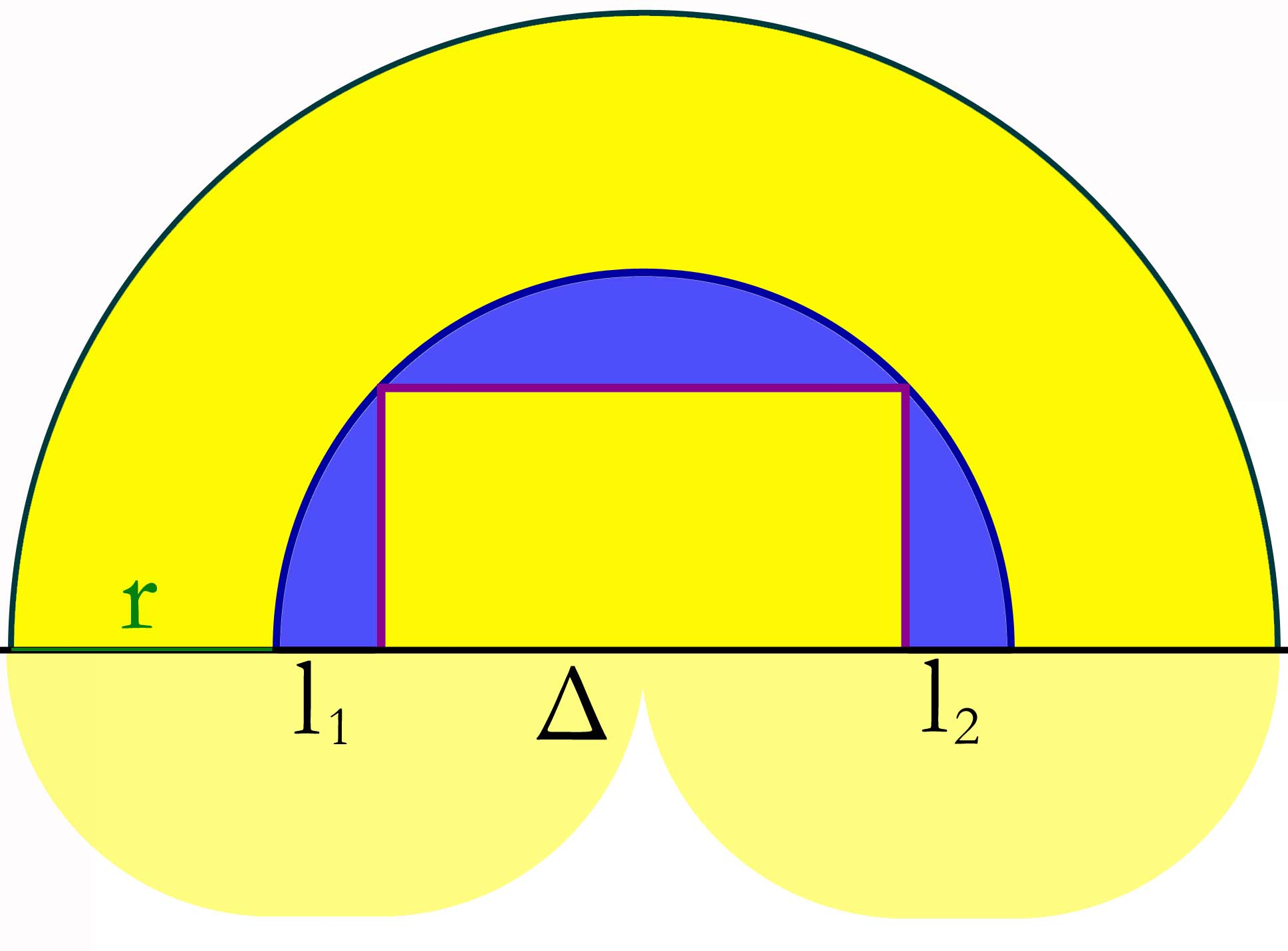

On découpe alors la surface Z en deux par une droite Δ passant par les centres des deux cercles inscrit et circonscrit. La partie supérieure de Z est notée Zs, comme indiquée sur l'illustration à droite. La somme de Minkowski de Zs et de rB correspond, dans la partie supérieure à la droite Δ, à un demi-disque, de rayon R + r. Si l1 et l2 sont les longueurs des deux intersections de Z avec Δ (voir la figure), l'intersection de la somme avec la partie inférieure à la droite Δ possède une aire égale à πr2 + (l1 + l2)r. On en déduit l'égalité :
Il est aussi possible d'évaluer cette aire à l'aide de la formule de Steiner-Minkowski. Comme Zs n'est pas convexe, la formule est une majoration et non pas une égalité :
Ici ps désigne la longueur de la partie supérieure de la frontière de S. On peut appliquer exactement le même raisonnement à la partie inférieure à la droite Δ. En utilisant l'indice i pour décrire la partie inférieure, on obtient :
En sommant les deux majorations :
Le périmètre p de S est en effet la somme de ps et de pi. L'aire de Z est aussi égale à la différence de l'aire d'un disque de rayon R avec l'aire a de S, ce qui donne :
La dernière majoration signifie que -r est d'image négative par le polynôme associant à t l'aire de S + tB.
- La valeur –R est d'image négative par le polynôme qui, à t associe l'aire de la surface S + tB :

On applique exactement le même raisonnement que le précédent en remplaçant le coefficient r par R, le rayon du cercle circonscrit (R n'est-il pas trop grand pour que cela soit possible ?). On obtient la majoration :
ce qui démontre la proposition.
- Vérification de l'inégalité de Bonnesen  :

Dire que –r et –R ont une image négative par le polynôme revient à dire que ces valeurs se trouvent entre les racines :
Cela signifie aussi que la distance qui sépare R et r est plus petite que le rapport entre le discriminant et π :